# Emil Pacovský
Emil Pacovský, křtěný Emil Karel, používal též pseudonym Emil Firle (25. května 1878 Uhlířské Janovice – 6. května 1948 Praha), byl český malíř, grafik, spisovatel, kritik, estetik, historik a teoretik umění.

## Život
Narodil se v Uhlířských Janovicích do rodiny soudního adjunkta Emanuela Pacovského a jeho ženy Hedviky Pacovské, rozené Vetterlové. Emil měl ještě tři sourozence, Emanuela (1875), Stanislava, který zemřel ve dvou letech, mladšího bratra Ottu, který se dožil pouze jednoho roku a sestru Hedviku (1886). Jeho otec byl jakožto soudní úředník často přemisťován, a proto Emil navštěvoval zprvu obecnou školu v Hradci Králové, následně měšťanskou chlapeckou školu v Přelouči, vyšší reálku v Pardubicích.
V dalším studiu pokračoval v letech 1896–1897 na pražské malířské akademii u profesorů F. Ženíška a J. V. Myslbeka, v roce 1899 pak odjel do Mnichova, kde pokračoval po dobu tří let ve studiu na soukromé škole Slovince Antona Ažbeho. Během mnichovského pobytu se seznámil s malířem Jaroslavem Augustou, jež podnítil jeho zájem o Slovensko. V létě roku 1900 přijel spolu s J. Augustou do Detvy a oba se pak na Slovensko vrátili a působili zde dalších osm let. V letech 1903–1908 byl předsedou prvního slovenského výtvarného sdružení „Grupy uhorsko-slovenských maliarov“.
Mezi roky 1906–1914 žil v Praze a svůj ateliér si zařídil na Letné. Od roku 1908 spolupracoval s redakcí čtvrtletníku „Meditace“ a v letech 1910–1912 se aktivně podílel spolu s F. Koblihou, J. Konůpkem, J. Váchalem, J. Zrzavým a dalšími na činnosti sdružení Sursum.
V lednu roku 1912 vydal E. Pacovský první číslo revue Veraikon a od srpna 1915 až do konce 1. světové války žil ve Vídni, kam byl povolán vojenskými úřady.
V roce 1921 se oženil s dcerou smíchovského lékárníka Hanou Pohlovou a v následujícím roce se jim narodila dcera Jana a o rok později dcera Emilie.
V roce 1928 byl rovněž přijat za člena výtvarného odboru Masarykova lidovýchovného ústavu a rovněž přednášel dějiny umění v Husově škole. V letech 1930–1931 byl kulturním referentem olomouckého časopisu „Pozor“. V dubna roku 1937 Emil Pacovský ovdověl a v tomto roce se rovněž ukončilo i vydávání Veraikonu. Od roku 1938 se věnoval převážně svým dvou dcerám a válečná léta rodinnou situaci ještě zhoršila.
E. Pacovský zemřel v květnu roku 1948 a byl pohřben stejně jako jeho žena na Olšanských
hřbitovech v Praze.

## Výstavy

### Autorské
- 1993 – Emil Pacovský a grupa uhorsko – slovenských maliarov, Považská galéria umenia v Žiline, Žilina

### Společné
- 1976 – Sursum 1910–1912, Krajská galerie, Hradec Králové
- 1989 – Cesta k moderně a Ažbého škola v Mnichově, Museum Wiesbaden
- 1996 – Umělecké sdružení Sursum, Dům U Kamenného zvonu, Praha

## Galerie

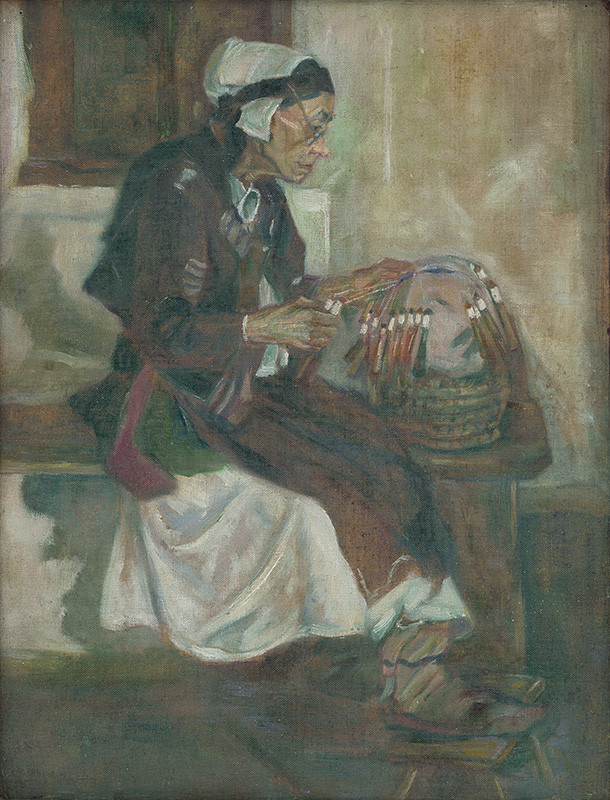
Čipkárka (1903)
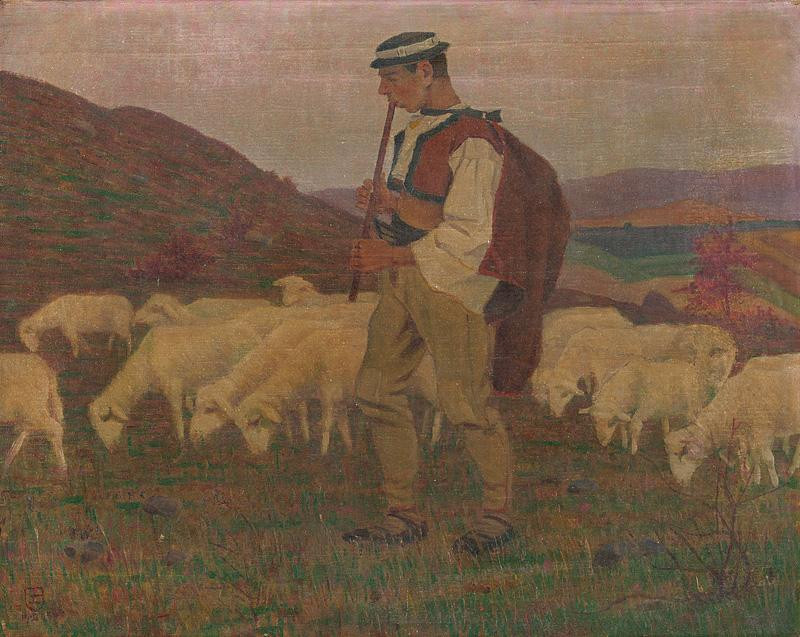
Jesenná večerná nálada (1905)
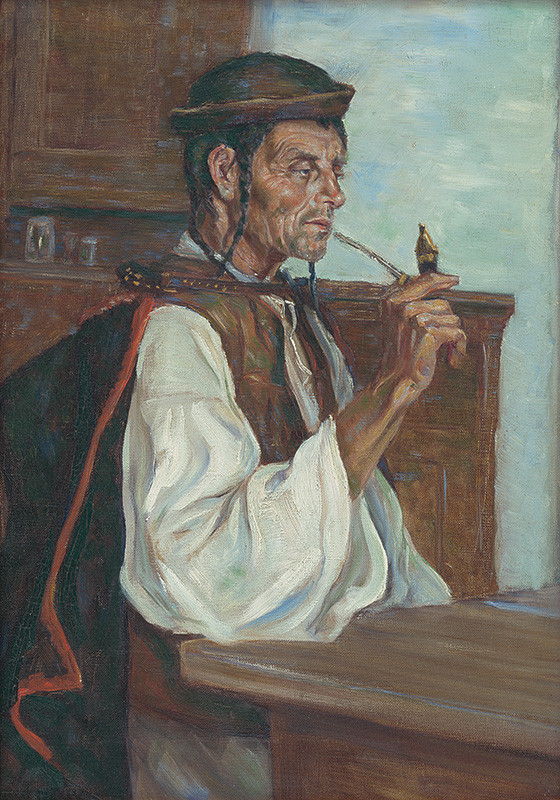
Detvan (1903)
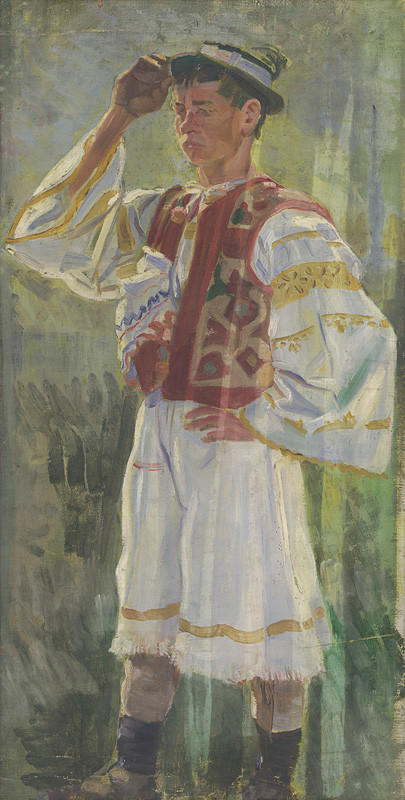
Predspevák (1905)
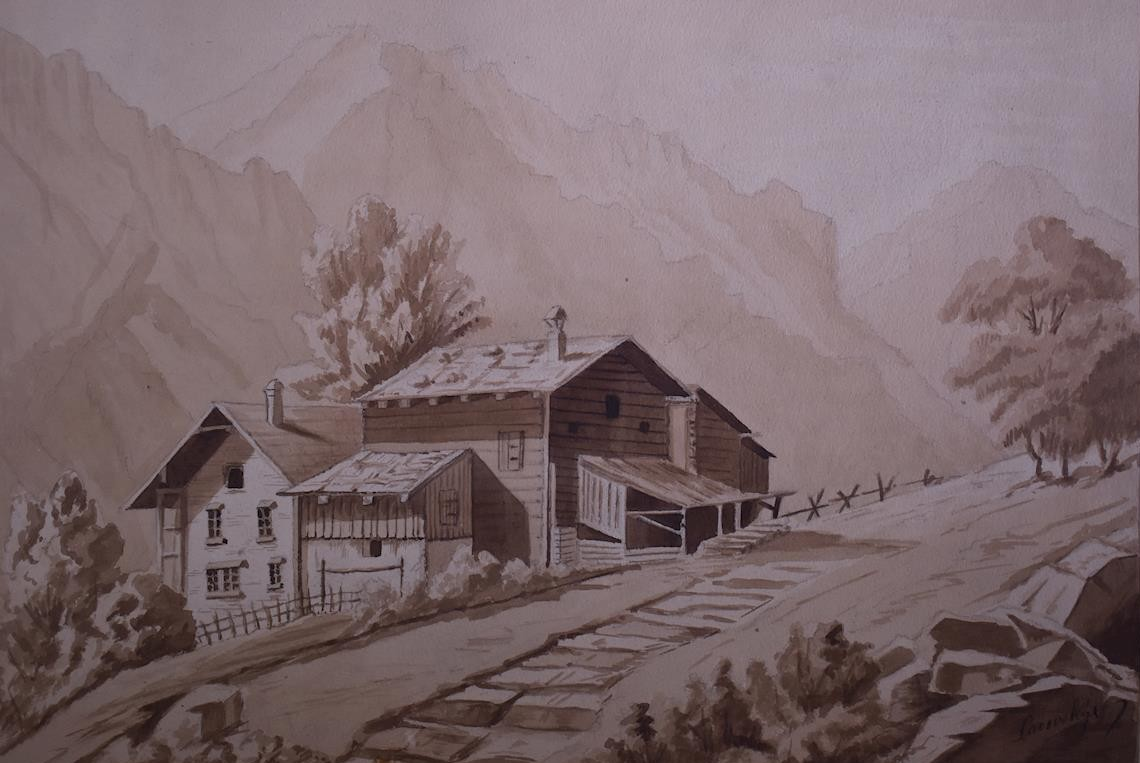
Chalupa v horách
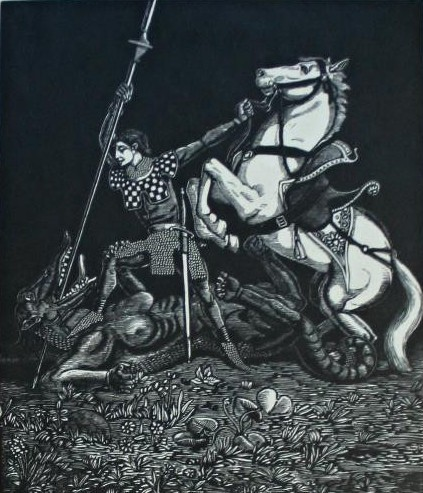
Drakobijce (grafika)